# Lukov (Zlíni járás)
Lukov település Csehországban, a Zlíni járásban. Lukov Fryšták, Vlčková és Zlín településekkel határos. Lakosainak száma 1807 fő (2024. január 1.).

## Népesség
A település lakosságának változását az alábbi diagram mutatja:
| Lakosok száma | 737  | 840  | 828  | 952  | 1348 | 1676 | 1756 | 1758 | 1734 | 1807 |
|               | 1869 | 1890 | 1921 | 1950 | 1980 | 2001 | 2017 | 2019 | 2022 | 2024 |